# Södra Dovrasjön
Södra Dovrasjön är en sjö i Askersunds kommun i Närke och ingår i Nyköpingsåns huvudavrinningsområde. Södra Dovrasjön ligger i Dovrasjödalen Natura 2000-område. Sjön är 6 meter djup, har en yta på 0,072 kvadratkilometer och befinner sig 119 meter över havet.